# Arcole
Arcole (Arcole in veneto) è un comune italiano di 6 422 abitanti della provincia di Verona in Veneto.

## Geografia fisica
Arcole si trova in una zona di territorio circa a metà tra le città di Verona e Vicenza. La zona in cui è situato è ricca d'acqua; la Zerpa, zona a ovest dell'Alpone, fino alla metà del XX secolo era infatti paludosa. Nel suo territorio scorre il torrente Alpone, che poco lontano sbocca nell'Adige.

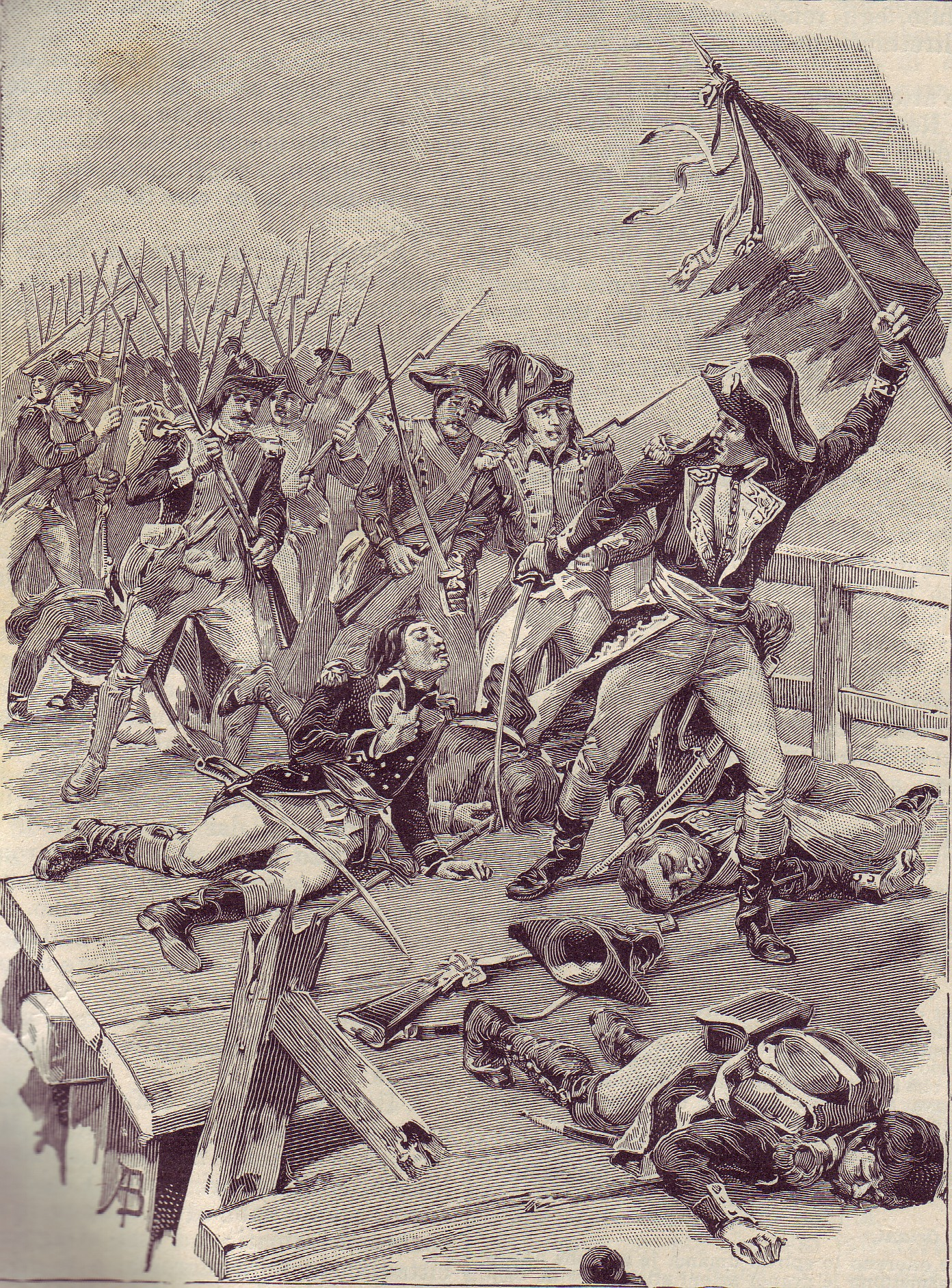
Il passaggio del ponte di Arcole in una stampa di Antonio Bonamore

## Storia
Il paese è citato nel 1224.
È noto soprattutto per la battaglia del ponte di Arcole che si tenne tra il 15 e il 17 novembre 1796 in cui Napoleone Bonaparte batté gli austriaci. Un obelisco, fatto innalzare da Napoleone stesso, ricorda quell'evento. Le iscrizioni latine presenti alla base dell'obelisco, unico originale dell'epoca napoleonica in Italia, sono state redatte da Calimero Cattaneo. L'incarico era stato dapprima offerto a Foscolo, ma la trattativa non andò in porto. Le memorie napoleoniche si custodiscono in un piccolo museo situato nel centro del paese.

### Simboli
Lo stemma comunale è stato riconosciuto con decreto del Capo del Governo del 24 settembre 1931.
Nello stemma è raffigurato l'Obelisco Napoleonico che sorge nel territorio di Arcole sulla riva destra del torrente Alpone, alla testata del ponte della strada che scende verso Belfiore, eretto in ricordo della vittoria delle truppe francesi sugli austriaci nella battaglia di Arcole del 1796.
Il gonfalone, concesso con regio decreto del 7 luglio 1932, è un drappo di azzurro.

## Monumenti e luoghi d'interesse

### Architetture religiose

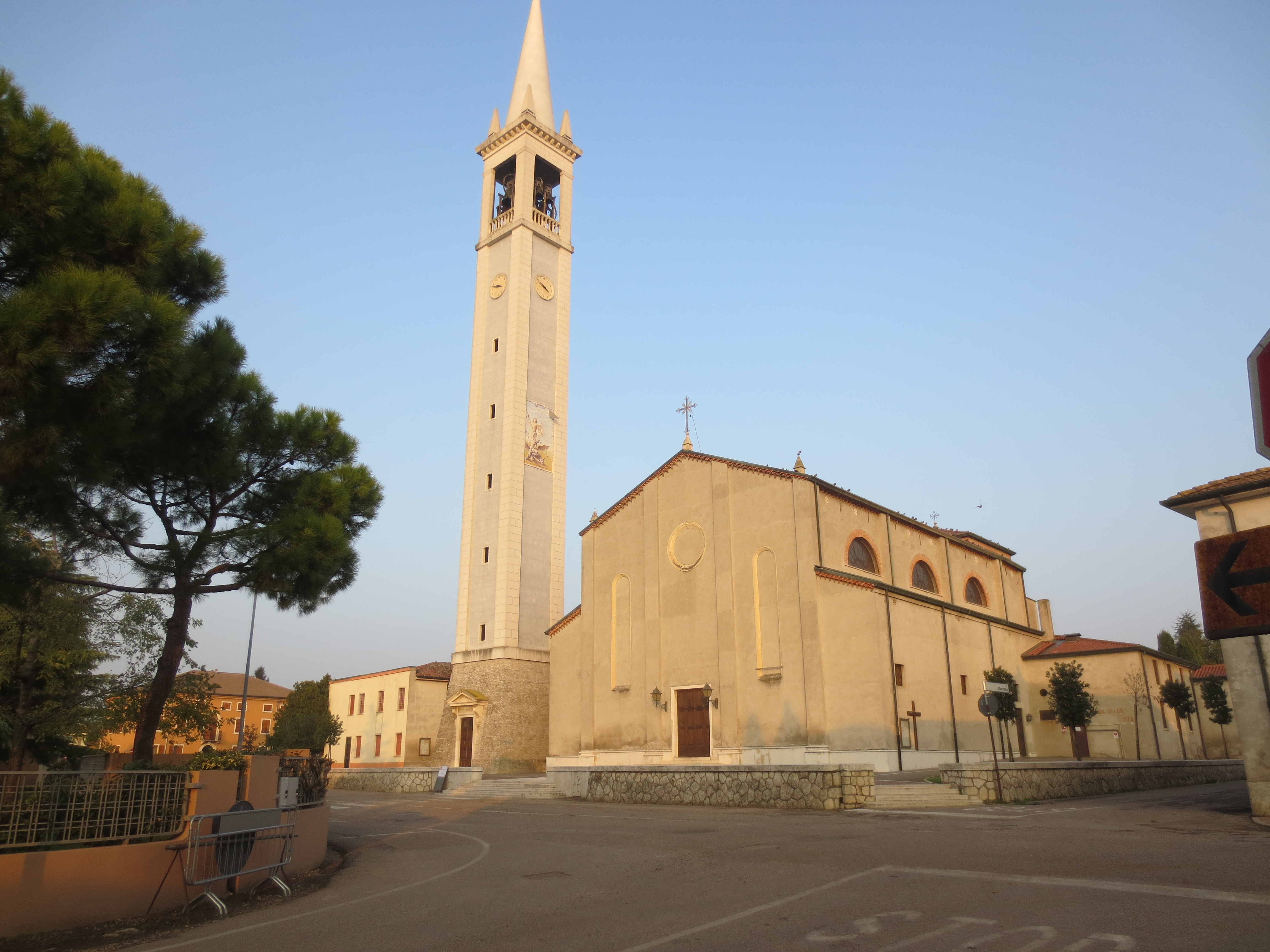
La chiesa di Arcole

- Chiesetta dell'Alzana - XVII secolo

### Ville
- Villa Ottolini - XVIII secolo

### Fortificazioni
- Castello - XIII secolo
- Arco dei Croati - XIV secolo

### Monumenti

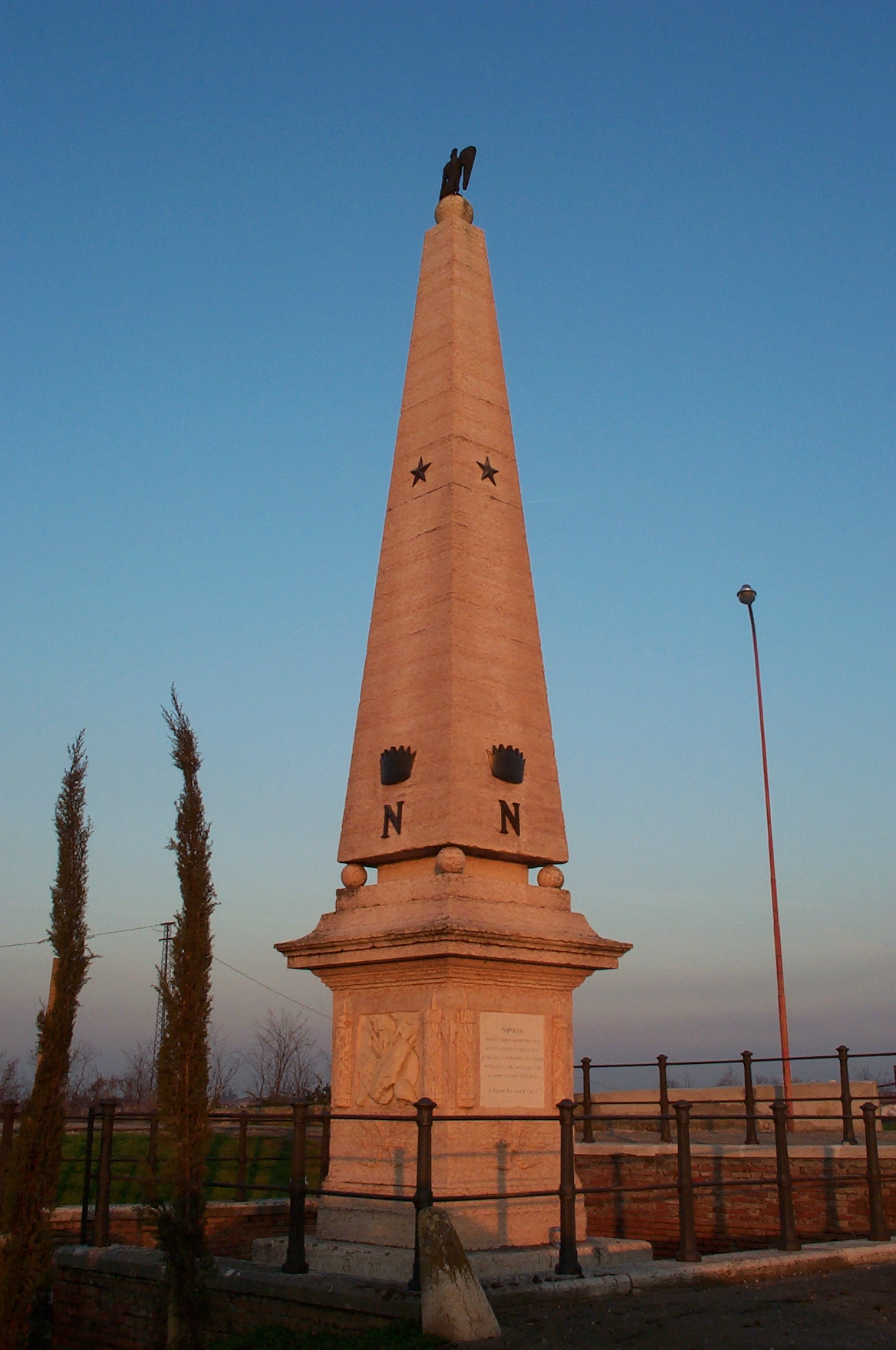
Obelisco napoleonico

- Obelisco Napoleonico - XIX secolo

## Società

### Evoluzione demografica
Abitanti censiti

## Cultura

### Musei

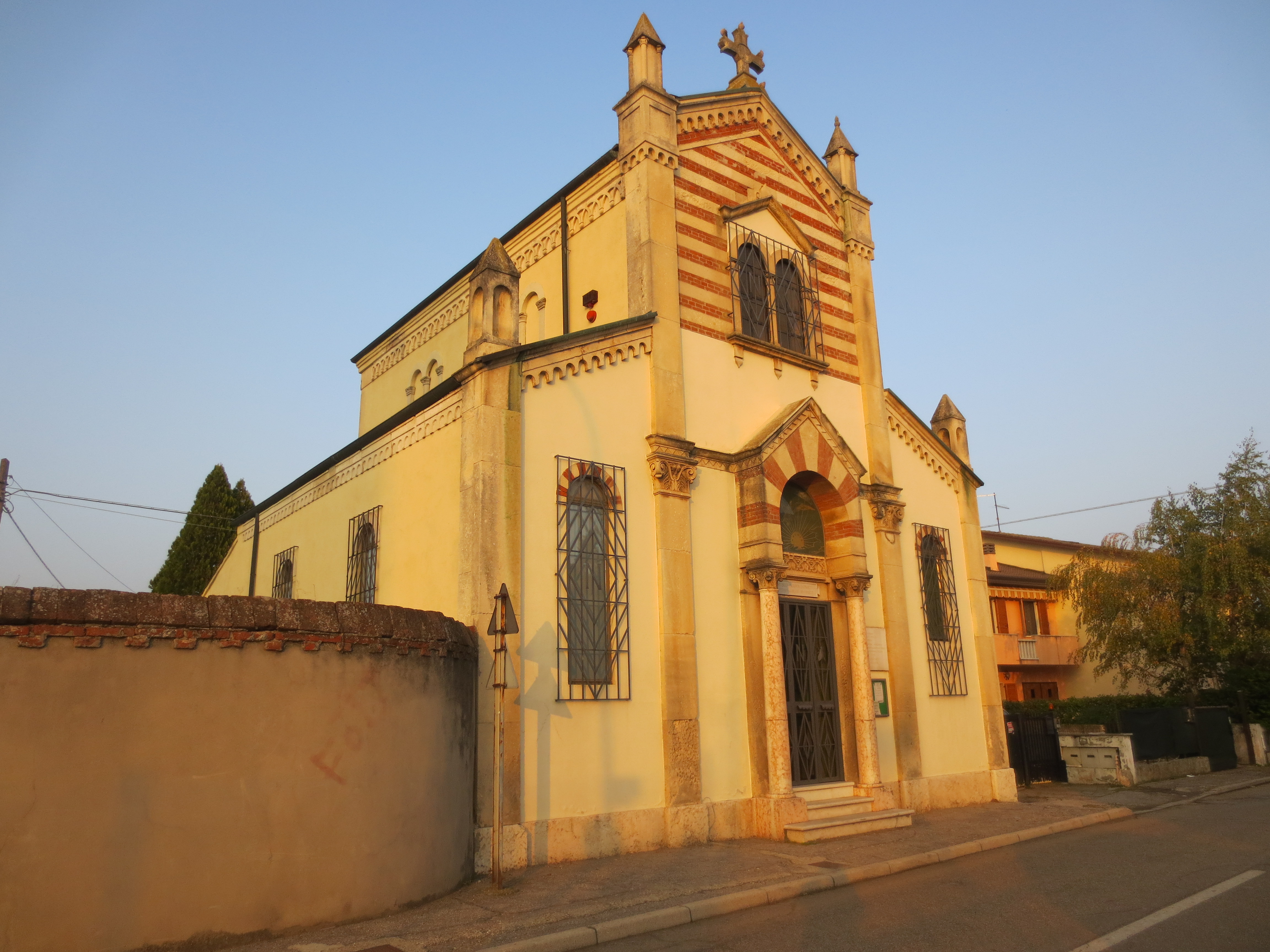
Il Museo napoleonico

- Museo Napoleonico

- Museo Contadino dell'Alzana

### Eventi
- Fiera degli asparagi

Ad aprile di ogni anno si tiene la locale Fiera degli asparagi: il prodotto è rinomato e conosciuto per la sua qualità in tutto il Veneto.
- Fiera Nazionale di San Martino e Arcole D.O.C.

Si tiene il sabato e la domenica più vicini alla Festa di San Martino (11 novembre) e ha lo scopo di promuovere i prodotti tipici, la storia e le tradizioni della provincia di Verona con mostre, rievocazioni storiche e numerosi stand per degustazioni e vendite dirette.

## Geografia antropica
Arcole ha due frazioni: Gazzolo e Volpino, situate a nord-nordest del paese.

## Economia
Il paese dà il nome ad un vino DOC. La zona di produzione comprende i comuni di Arcole, Cologna Veneta, Albaredo, Zimella, Veronella, Zevio, Belfiore, Caldiero, San Bonifacio, Soave, Colognola ai Colli, Monteforte, Lavagno, Pressana, Vago di Lavagno e San Martino Buon Albergo in provincia di Verona ed i comuni di Lonigo, Sarego, Alonte, Orgiano e Sossano in provincia di Vicenza. La caratteristica di questo vino è data dai terreni in cui è coltivato, che devono essere sabbiosi. Non esiste un solo tipo di vitigno, possono essere di più vitigni.
Arcole è sede della filiale italiana della catena di supermercati Lidl.

## Amministrazione

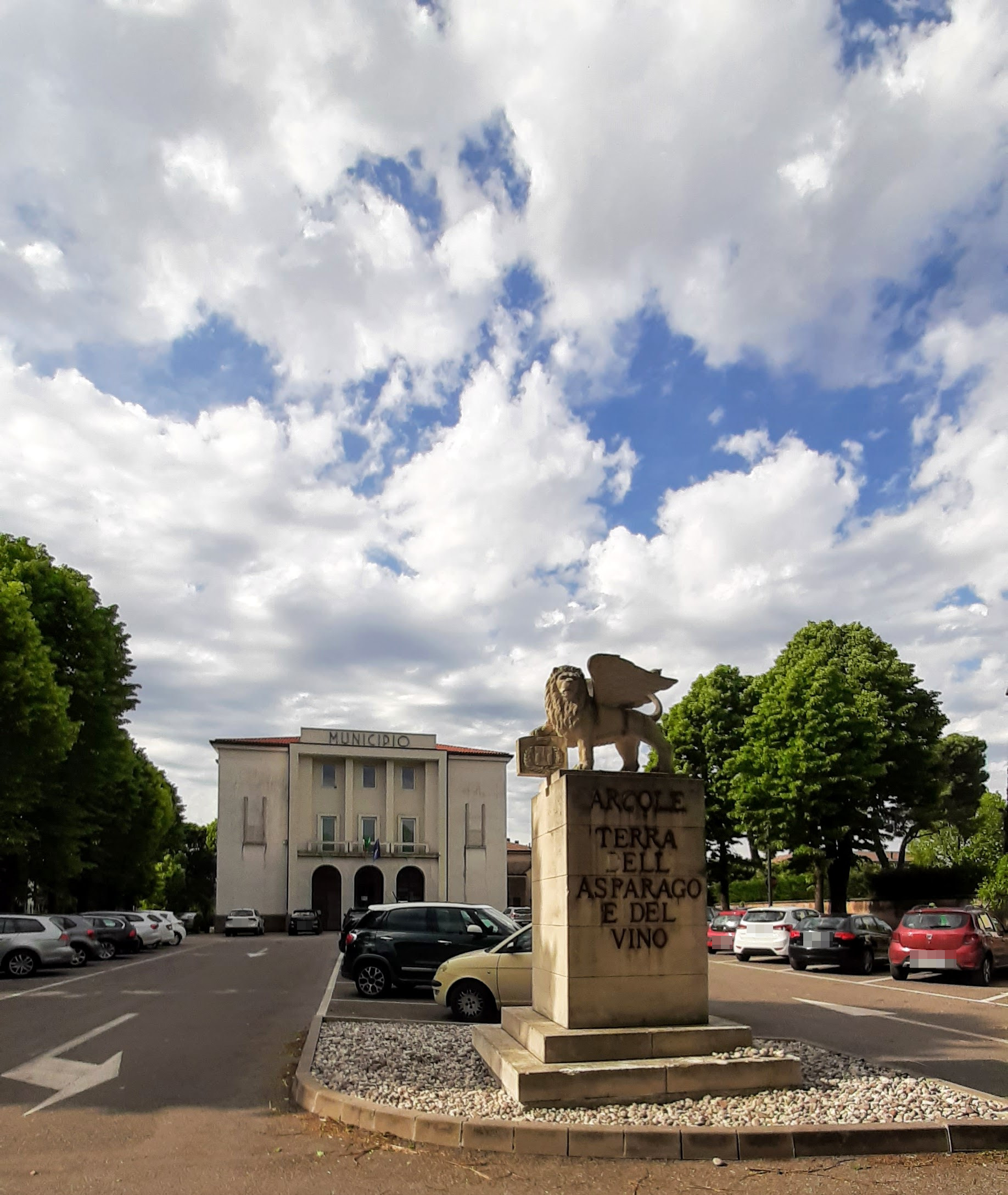
Il municipio.

| Periodo      | Periodo      | Primo cittadino    | Partito                       | Carica                  | Note          |
| ------------ | ------------ | ------------------ | ----------------------------- | ----------------------- | ------------- |
| maggio 1985  | maggio 1990  | Lovanio Pedrollo   | Democrazia Cristiana          | Sindaco                 | [ 8 ]         |
| maggio 1990  | agosto 1991  | Lovanio Pedrollo   | Democrazia Cristiana          | Sindaco                 | Dimissionario |
| agosto 1991  | aprile 1995  | Carlo Migliorini   | Democrazia Cristiana          | Sindaco                 | [ 10 ]        |
| aprile 1995  | giugno 1999  | Lovanio Pedrollo   | Lista civica                  | Sindaco                 | [ 11 ]        |
| giugno 1999  | giugno 2004  | Gabriele Gatti     | Lista civica                  | Sindaco                 | [ 12 ]        |
| giugno 2004  | aprile 2007  | Gabriele Gatti     | Lista civica                  | Sindaco                 | [ 13 ]        |
| aprile 2007  | aprile 2008  | Gabriella Mucci    |                               | Commissario prefettizio | [ 14 ] [ 15 ] |
| aprile 2008  | gennaio 2009 | Giovanna Negro     | Lega Nord                     | Sindaco                 | [ 16 ]        |
| gennaio 2009 | giugno 2009  | Gerardino Mattia   |                               | Commissario prefettizio | [ 17 ] [ 18 ] |
| giugno 2009  | giugno 2016  | Giovanna Negro     | Lega Nord                     | Sindaco                 | [ 19 ]        |
| giugno 2016  | ottobre 2021 | Alessandro Ceretta | Fare! con Flavio Tosi         | Sindaco                 | [ 20 ]        |
| ottobre 2021 | in carica    | Alessandro Ceretta | Lista civica di centro-destra | Sindaco                 |               |

### Gemellaggi
- Cadenet

Gemellaggio nel nome di André Estienne, passato alla storia come il piccolo tamburino di Arcole.